# Fruitvale (Colorado)
Fruitvale ist ein census-designated place (CDP) im Mesa County im US-Bundesstaat Colorado und wird von diesem verwaltet. Es ist Teil der Metropolitan Statistical Area Grand Junction. Beim Zensus 2020 hatte die Stadt 8271 Einwohner.

## Geografie
Fruitvale liegt im Zentrum des Mesa County und grenzt im Westen an die Stadt Grand Junction und im Osten und Süden an die nicht eingemeindete Gemeinde Clifton. Die Interstate 70 bildet die nördliche Grenze des CDP, die US Route 6 die südliche Grenze. Der CDP hat eine Fläche von 7,5 Quadratkilometer, wovon alles Land ist.

## Demografie
Beim Zensus 2020 hatte die Stadt 8271 Einwohner.

### Bevölkerungsentwicklung
| Jahr | Einwohner | ± %     |
| ---- | --------- | ------- |
| 1990 | 5222      | —       |
| 2000 | 6936      | +32,8 % |
| 2010 | 7675      | +10,7 % |
| 2020 | 8271      | +7,8 %  |